# Имена безымянных библейских персонажей

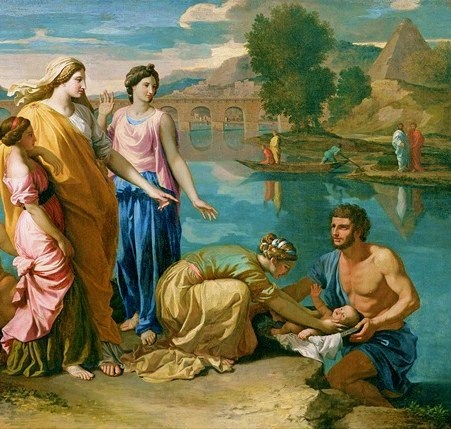
В "Спасении Моисея из Нила" (1638) Николя Пуссена изображена дочь фараона, имя которой в Библии не упоминается, но в иудейской традиции её зовут Битиа

В Библии много персонажей, имена которых не указаны, но в иудейской, христианской и мусульманской мифологиях эти персонажи не остались безымянными и имеют имена, под которыми они часто изображаются в произведениях искусства и литературы, и упоминаются в исторических трудах.

## Танах/Ветхий Завет

### Имена жёндопотопныхпатриархов
Источник: Книга Юбилеев
Встречаются в Книге Бытия Быт. 4-Быт. 5
Книга Юбилеев приводит имена персонажей, имена которых не названы в Библии, включая жен большинства допотопных патриархов. Последняя из них жена Ноя, которая в книге названа Емзараг. Другие традиционные иудейские источники приводят иные имена для жены Ноя. Книга Юбилеев пишет, что первую дочь Адама и Евы звали Аван, а имя второй дочери, которая вышла замуж за Сифа, было Азура. Также там говорится, что многие из первых патриархов женились на своих сестрах.
В книге Пещера сокровищ и более ранней Китаб ал-Магал, которая является частью христианского романа Климентины, называются совершенно иные имена жён патриархов. Мусульманский историк Ибн Исхак (около 750 г.), как цитирует его Ал-Табари (около 915 г.), приводил в качестве имен жен патриархов имена, почти полностью похожие на те, которые приведены в Книге Юбилеев. Однако у Ибн Исхака они в большей мере потомки Каина, чем потомки Сифа, несмотря на то, что четко подтверждает, что никто из предков Ноя не был потомком Каина.

### СёстрыКаинаиАвеля
Имя: Кальмана
источник: Золотая легенда, которая также рассказывает о многих других святых
Появляется в Библии: Книга Бытия Быт. 4:17
Имя: Дельбора
источник: Золотая легенда, которая также рассказывает о многих других святых
Появляется в Библии: Книга Бытия Быт. 4